# ریوزو ۲۱۴۶۰
سیارک ۲۱۴۶۰ (به انگلیسی: 21460 Ryozo، نامگذاری:1998HP52) بیست و یک هزار و چهارصد و شصتمین سیارک کشف شده‌است که در ۳۰ آوریل ۱۹۹۸ کشف شد.
قدر مطلق سیارک برابر ۱۰.۷ است.